# Хапоэль Гедера
«Хапоэль Гедера» — израильский футбольный клуб из города Гедера. Выступает во второй южной лиге Бет.

## История
Изначально клуб был основан в 1958 году и большую часть своего существования провел в нижних уровнях системы израильских футбольных лиг, поднявшись, в лучшем случае, до Лиги Бет (тогда лига третьего уровня), за три сезона: 1959–60, 1975–76. Позднее из за отсутствия финансирования клуб был расформирован 1998 году.
Клуб был воссоздан в 2011 году и начал участвовать в Лиге Гимель. Лучшей позицией было 5-е место, достигнутое в сезоне 2014–15.
В сезоне 2011/2012 занял 6 место. В сезоне 2012/2013 занял 7 место. В сезоне 2013/2014 занял 6 место. В сезоне 2014/2015 занял 5 место. В сезоне 2015/2016 занял 9 место. В сезоне 2016/2017 занял 6 место. В сезоне 2017/2018 занял 11 место. В сезоне 2018/2019 занял 8 место. В турнире 2019/2020 как и другие израильские клубы участия не принимал в связи с пандемией коронавируса.

## Достижения
Лига Гимель:

 Сезон: 1958/1959; 1974/1975.
Кубок:

 Сезон 2014/2015.